# Трудовик (Корюківський район)
Трудови́к (раніше — Габрелівка) — село в Україні, у Корюківській міській громаді Корюківського району Чернігівської області. Населення становить 85 осіб. До 2016 орган місцевого самоврядування — Корюківська міська рада.

## Географія
Село розташоване за 6 км від районного центру і залізничної станції Корюківка. Висота над рівнем моря — 139 м.

## Історія
Село утворене у 1850 році.
12 червня 2020 року, відповідно до розпорядження Кабінету Міністрів України № 730-р «Про визначення адміністративних центрів та затвердження територій територіальних громад Чернігівської області», увійшло до складу Корюківської міської громади.
19 липня 2020 року, в результаті адміністративно-територіальної реформи та ліквідації колишнього Корюківського району, село увійшло до складу новоутвореного Корюківського району.
22 червня 2023 року рішенням Національної комісії зі стандартів державної мови віднесено до списку населених пунктів, які можуть не відповідати лексичним нормам української мови, зокрема стосуватися російської імперської політики (російської колоніальної політики). Громаді рекомендовано обґрунтувати доцільність збереження поточної назви або запропонувати нову назву в установленому законодавством порядку.